# Ernest de Bouteiller
Pour les articles homonymes, voir Bouteiller.
Ernest de Bouteiller est un homme politique français né le 10 février 1826 à Metz et décédé le 26 mai 1883 à Paris 6e.

## Biographie
Issu d'une famille noble de Lorraine, Charles Joseph Ernest de Bouteiller est le fils de Charles de Bouteiller, général de division d’artillerie, et le petit-fils de Jean Hyacinthe de Bouteiller, magistrat et député de la Meurthe.
Ernest de Bouteiller entre à l’école polytechnique en 1847 et à l’école d’application de l’artillerie de Metz en 1851. Il quitte l’armée en 1857 avec le grade de capitaine.
Président de la société de secours mutuels de Metz, conseiller municipal de Metz en 1860, conseiller d’arrondissement, il est député de la Moselle de 1869 à 1870, au centre droit. Il soutient l’adresse de 116 et ne vote pas la déclaration de guerre à la Prusse.
Il préside la Société d'archéologie et d'histoire de la Moselle de 1865 à 1873.
Il fonde ensuite à Paris la société de prévoyance et de secours mutuels des Alsaciens-Lorrains, qu’il préside en 1873.

## Distinctions
- Chevalier de la Légion d'honneur (décret du 16 mars 1872)[1]
- Officier de l'Instruction publique[2].

## Publications
- Dictionnaire topographique de l’ancien département de la Moselle : comprenant les noms de lieu anciens et modernes, rédigé en 1868 sous les auspices de la Société d’archéologie et d’histoire de la Moselle, Impr. nationale, Paris (lire en ligne).
- Notice sur la commanderie de Saint-Jean de Jérusalem à Metz, 1866.
- Notice sur le couvent des célestins de Metz, Metz, 1862.
- Notice sur les Grands-Carmes de Metz et sur leur célèbre autel, Metz, 1860.
- Histoire de Frantz de Sickingen, chevalier allemand du XVIe siècle, 1860.